# Vergessene Burg
Die Vergessene Burg war einst eine Höhenburg im bayerischen Spessart im heutigen Landkreis Aschaffenburg. Sie befand sich im Tal des Krebsbaches auf der rechten Hangseite zwischen Schanzenkopf und Hahnenkamm südöstlich von Alzenau. Von der Burg sind heute nur noch Burgstall und Ringwall zu sehen.

## Geschichte
Die Funktion der Vergessenen Burg ist bislang unbekannt. Da der Hügel, etwa 200 Meter südöstlich des Burgstalls Randenburg, vor deren Untersuchung vollkommen unbeachtet geblieben war, erhielt das  Bodendenkmal den inoffiziellen Namen Vergessene Burg.
Eine Suchgrabung erbrachte Keramikfunde, die die Burg in die Zeit zwischen dem 10. und dem 14. Jahrhundert datiert. Erstmals erwähnt wurde die Anlage im Jahr 976. Vermutlich bestand die Burg bis Ende des 15. Jahrhunderts. Sie existierte somit viel länger als die Randenburg auf dem Nachbarhügel. Die Vergessene Burg dürfte bei kriegerischen Handlungen zerstört worden sein.
Die benachbarte Lage zur Randenburg und dem Ringwall auf dem Schanzenkopf erlauben die Vermutung, dass durch das Krebsbachtal ein frühmittelalterlicher Weg geführt haben könnte, dessen Schutz einen so großen Aufwand nötig machte.
Das Areal ist vom Bayerischen Landesamt für Denkmalpflege (BLfD) als Bodendenkmal (D-6-5920-0005) ausgewiesen. 

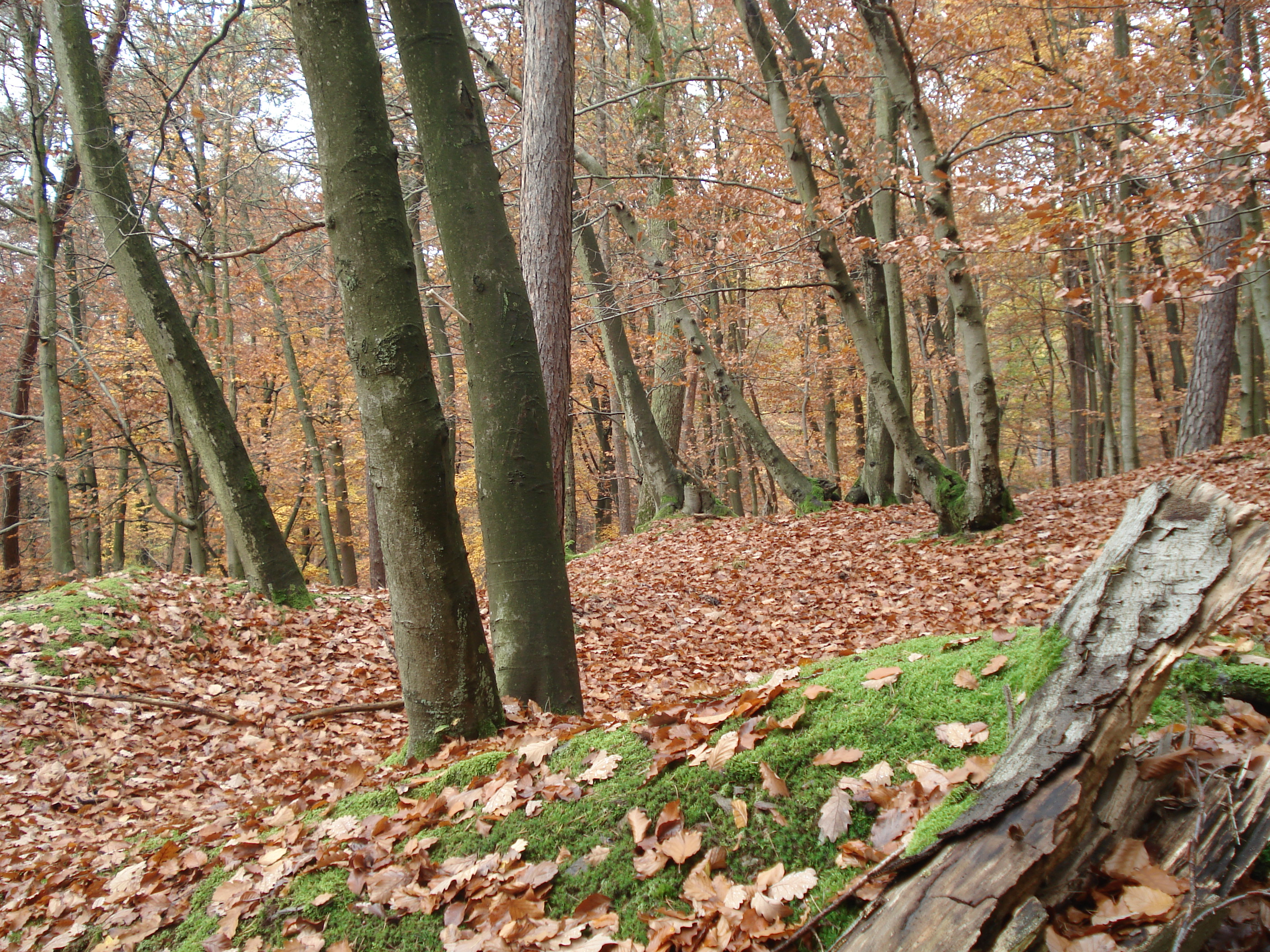
Der Burgstall der Vergessenen Burg
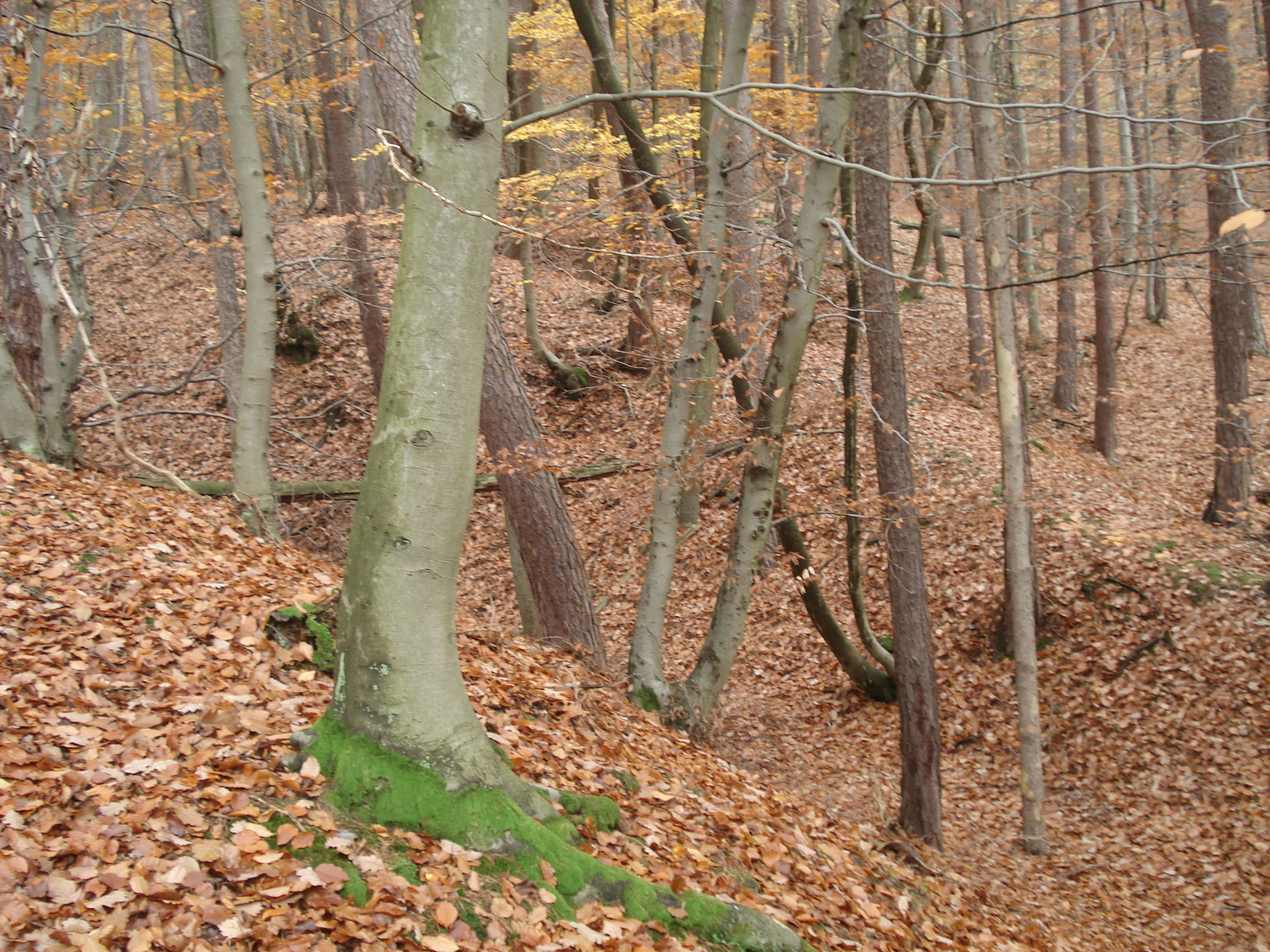
Der Ringwall um den Kernhügel
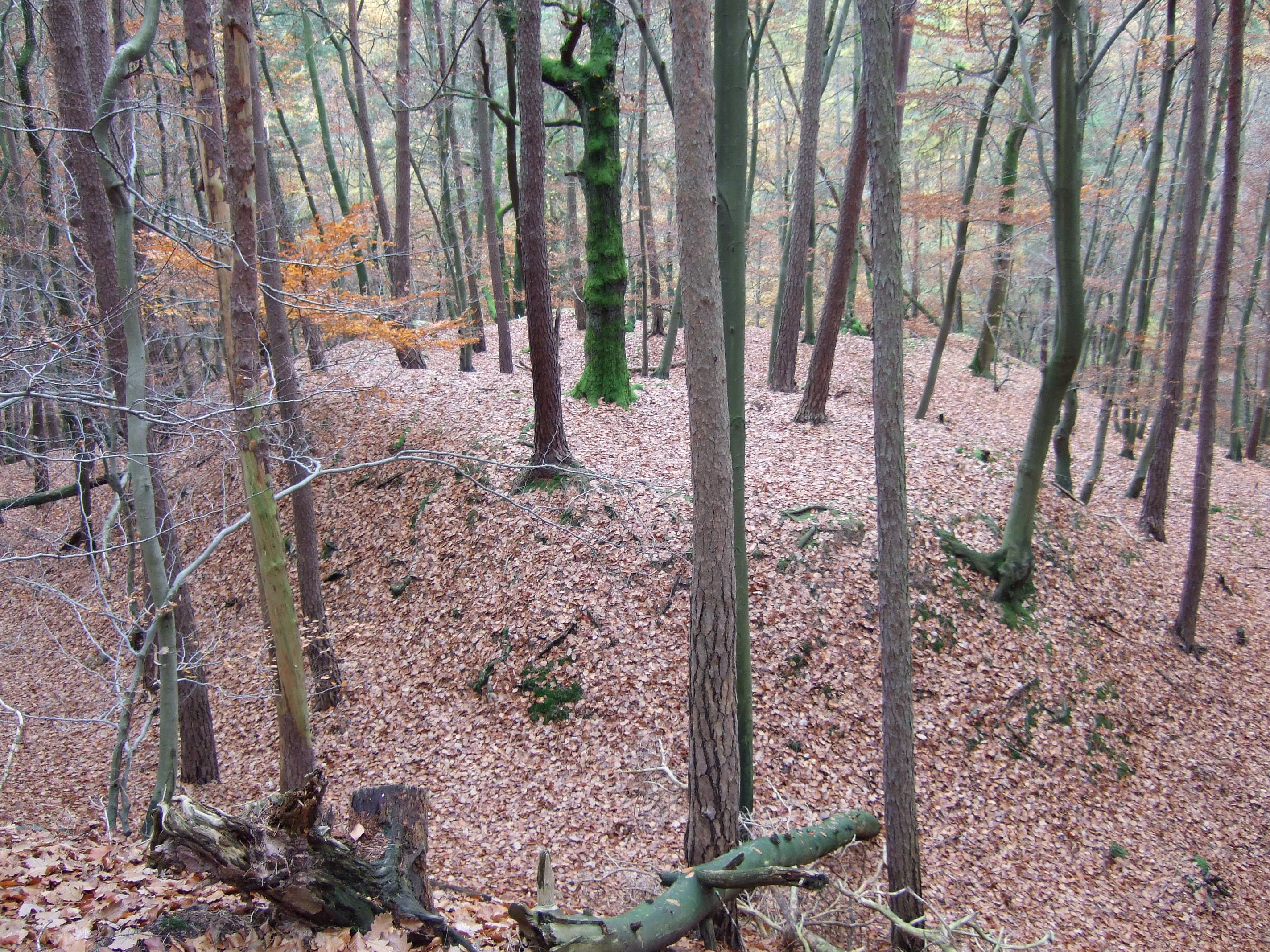
Der Burgstall der Vergessenen Burg von oberhalb des Schluchthanges
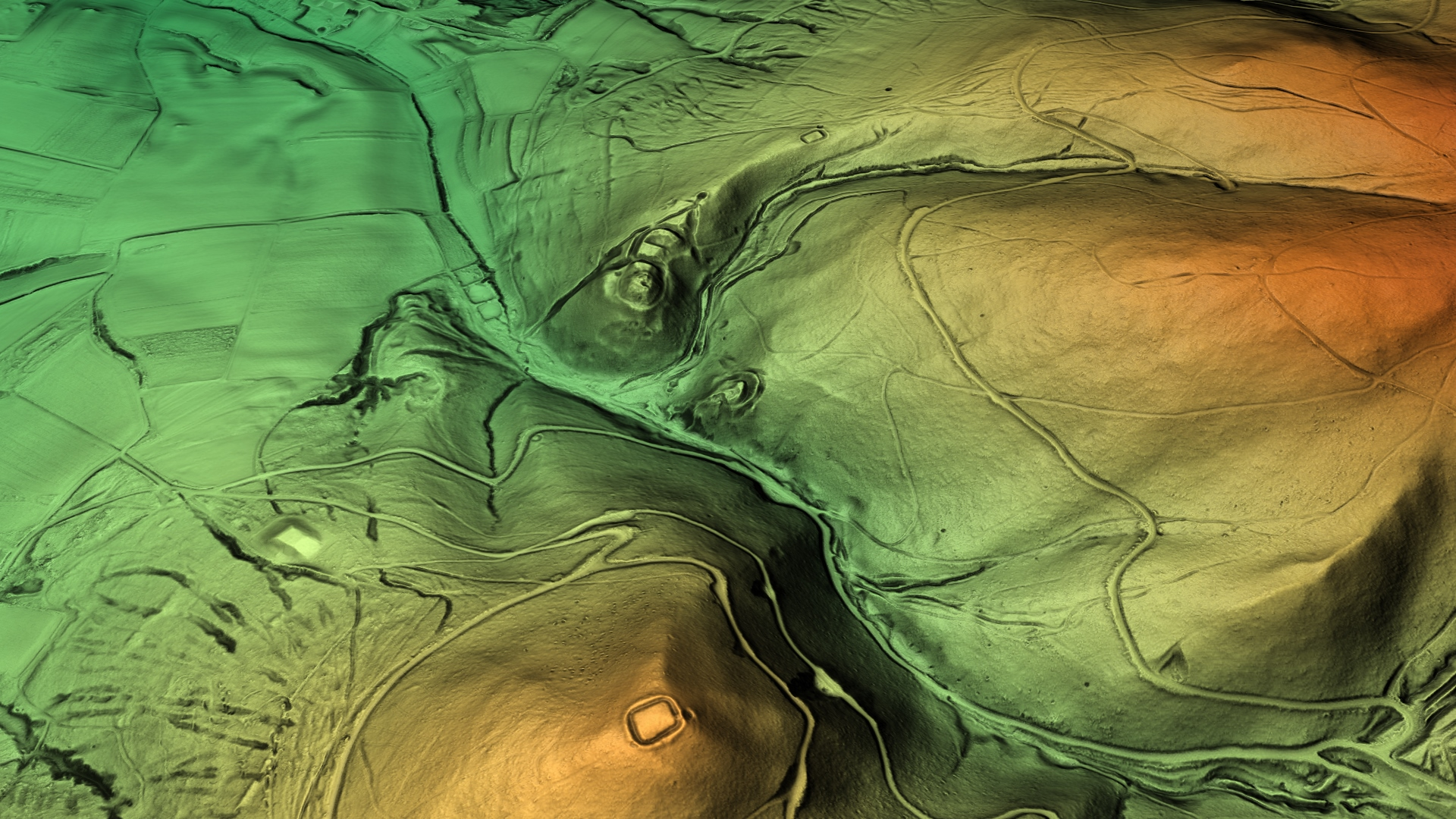
3D-Ansicht des digitalen Geländemodells